# 神田博 (フィギュアスケート選手)
神田 博（かんだ ひろし）は、日本のフィギュアスケート選手（男子シングル）。1938年全日本フィギュアスケート選手権優勝。

## 経歴
1937年、全日本選手権に出場し、片山敏一に続き2位に入る。
1938年、全日本選手権で優勝を果たす。その後、1940年の全日本選手権では有坂隆祐に続き2位となる。

## 主な戦績
| 大会/年      | 1937-38 | 1938-39 | 1939-40 |
| ------------ | ------- | ------- | ------- |
| 全日本選手権 | 2       | 1       | 2       |